# Tamási Áron Színház
A Tamási Áron Színház Sepsiszentgyörgyön, a Szabadság tér 1. alatt működő magyar nyelvű színház.
A színházat 1948-ban alapították Állami Magyar Népszínház néven, majd 1949-től Állami Magyar Színházként működött. 1987-ben a román nyelvű társulattal bővülve vette fel a Sepsiszentgyörgyi Színház nevet. 1992-től Tamási Áron Állami Magyar Színház és Teatrul Andrei Mureșanu néven közös székhellyel, de egymástól függetlenül folytatják tevékenységüket. 1998 óta a színház Sepsiszentgyörgyi Tamási Áron Színházként működik.
A Tamási Áron Színház az elmúlt három évtizedben egyik legfontosabb célkitűzésének tekintette a kortárs színházművészet értékeinek képviseletét, melynek köszönhetően ma Sepsiszentgyörgyöt a magyar és a romániai színházművészet egyik legjelentősebb központjaként tartják számon. A társulat utóbbi években készült előadásai több hazai és külföldi fesztivál-meghívásnak tettek eleget, fontos szakmai elismeréseket kaptak.

## Az épület története
1856-ban épült, ebben kapott helyet a városháza, amelynek a dísztermében mutatták be a vándorszínházak az előadásaikat.
Az állandó színházterem gondolata Harmath Domokos, a Műkedvelő Egyesület választmányi elnök által fogalmazódott meg, javaslatának 1884-ben az Ami még hiányzik Háromszéken című cikkben adott hangot. Gödri Ferenc akkori polgármester 1894-ben vetette fel az állandó színház létrehozásának gondolatát, amit a városháza dísztermébe álmodott meg. A terem átalakítása 1896-ban Bay István városi mérnök és Kovács Sándor építész által kezdődött, és – két év csúszás után – 1899. január 14-én adták át.
1912-től a színház mellett a városi mozinak is helyet adott az épület, amit végül az 1948-ban alapított Állami Magyar Népszínház kapott meg. 

## Társulat (2024/2025)
- B. Piroska Klára
- Benedek Ágnes
- D. Albu Annamária
- Debreczi Kálmán
- Derzsi Dezső
- Erdei Gábor
- Fekete Mária
- Fekete Zsolt
- Gajzágó Zsuzsa
- Göllner Boróka
- Kolcsár József
- Kónya-Ütő Bence
- Korodi Janka
- Kovács Kati
- László Károly
- Márton Lóránt László
- Mátray László
- Nagy-Kopeczky Kristóf
- Nemes Levente
- P. Magyarosi Imola
- Pál Ferenczi Gyöngyi
- Pálffy Tibor
- Pignitzky Gellért
- Szakács László
- Szalma Hajnalka
- Varsányi Szabolcs
- Vass Zsuzsanna

## Díjak, vendégjátékok 1995-től

### 1995
- Kisvárdán (Magyarország), a VII. Határon Túli Magyar Színházak Fesztiválján Botka László, színművész a legjobb epizódszereplő díját nyerte el Jevgenyij Svarc: Az árnyék című darabjában nyújtott alakításáért. Az előadás rendezője Bocsárdi László volt.
- A Kazimir és Karoline című, Bocsárdi László által rendezett előadás részt vett a Kisvárdai Színházi Fesztiválon és a Rizoma Veszprémi Nemzetközi Színházi Fesztiválon

### 1996
- Kisvárdán (Magyarország), a VIII. Határon Túli Magyar Színházak Fesztiválján Barabás Olga elnyeri a legtehetségesebb fiatal rendező díját, (J.B.P. Molière: Scapin furfangjai), Botka László pedig Különdíjban részesül (J.B.P. Molière: Scapin furfangjai).
- A Barabás Olga által rendezett Scapin furfangjai című előadás részt vesz a sepsiszentgyörgyi Atelier Nemzetközi Színházi Fesztiválon.

### 1997
- A sepsiszentgyörgyi Atelier Nemzetközi Alternatív Színházi Fesztiválon St. I. Witkiewicz Vízityúk című darabjában nyújtott alakításáért Szakács László elnyeri a legjobb férfialakítás díját. Az előadás rendezője Bocsárdi László.
- B. Angi Gabriellát és Diószegi Imolát a Vízityúk c. előadásban nyújtott alakításukért előterjesztik a legjobb női alakítás díjára a sepsiszentgyörgyi Atelier Nemzetközi Alternatív Színházi Fesztiválon.
- Kisvárdán (Magyarország), a IX. Határon Túli Magyar Színházak Fesztiválján Bocsárdi László elnyeri a legjobb rendezés díját St. I. Witkiewicz Vízityúk c. darabjának színpadra állításáért.
- Kisvárdán (Magyarország), a IX. Határon Túli Magyar Színházak Fesztiválján a színház Ensemble Marathon Experience nevű zenekara különdíjat nyer Schwartz-Greene-Tebelak Godspell c. produkcióban nyújtott teljesítményéért.
- Kisvárdán (Magyarország), a IX. Határon Túli Magyar Színházak Fesztiválján a Tamási Áron Színház különdíjat nyer magas művészi színvonalú repertoárjáért
- Molnár Gizella színművésznőt Szentgyörgyi István díjjal tüntetik ki.
- A Bocsárdi László által rendezett Vizityúk című előadás részt vett a Polónia Express elnevezésű Lengyel Kortárs Művészetek Fesztiválján, Budapesten.
- A Bocsárdi László által rendezett Vizityúk című előadás magyarországi vendégjátékai: Budapest, Esztergom, Zsámbék, Pécs, Gödöllő, Szentendre.
- Október 2-5. között a színház névadója születésének 100. évfordulója tiszteletére a Tamási Áron Színház megszervezte a TAMÁSI CENTENÁRIUMOT, hazai és határon túli meghívottakkal
- Bocsárdi László megkapta az E.M.K.E. Kádár Imre díját a Vitéz lélek című előadás újszerű rendezéséért, valamint a Tamási Centenárium szervezéséért.

### 1998
- Nemes Levente átvette Kolozsváron az E.M.K.E. Kádár Imre díját színházteremtő munkássága és művészi tevékenysége elismeréséül.
- Botka László Szentgyörgyi István díjat kap.
- Váta Lóránd és Bocsárdi László megkapják a Kovászna Megyei Művelődési Felügyelőség A MŰVÉSZET SZABADSÁGÁÉRT DÍJát.
- A sepsiszentgyörgyi ATELIER Nemzetközi Alternatív Színházi Fesztiválon a Bocsárdi László által rendezett Alkésztisz című előadás a LEGJOBB ELŐADÁS DÍJát nyeri el. Ezenkívül Pálffy Tibor megkapja a LEGJOBB FÉRFIALAKÍTÁS DÍJát, Váta Lórándot pedig díjra jelölik kiemelkedő alakításáért.
- A Barabás Olga által rendezett Don Juan című előadás részt vesz a jászvásári Don Juan Fesztiválon.
- A Barabás Olga által rendezett Don Juan című előadás részt vesz a zsámbéki Don Juan Fesztiválon.
- Szeptember 27 – október 3. között, fennállásának 50. évfordulója tiszteletére a színház társulata megszervezi a TEÁTRUM elnevezésű színházi fesztivált.
- Botka László a Kovászna Megyei Művelődési Felügyelőség A KULTÚRA SZABADSÁGÁÉRT DÍJát veszi át.

### 1999
- A sepsiszentgyörgyi ATELIER Nemzetközi Alternatív Színházi Fesztiválon a Barabás Olga által rendezett Don Juan című előadás elnyeri a FESZTIVÁL NAGYDÍJát.
- Zsoldos Árpádot Budapesten SZENTGYÖRGYI ISTVÁN DÍJjal tüntetik ki.
- Nemes Levente 60. születésnapja alkalmából a Kovászna Megyei Művelődési Felügyelőség A KULTÚRA SZABADSÁGÁÉRT DÍJát veszi át.
- A korszerű erdélyi magyar színházat szolgáló rendezői munkáért Barabás Olga megkapja az E.M.K.E. KÁDÁR IMRE DÍJát.
- Az Alkésztisz című előadás II. DÍJat nyer a Gödöllői Országos Stúdió és Alternatív Színházi Fesztiválon.
- A Bocsárdi László által rendezett Isten hozott, szellő című előadás (Turgenyev Egy hónap falun című vígjátéka alapján)- a kisvárdai XI. Határon Túli Magyar Színházak Fesztiválján elnyeri a LEGJOBB ELŐADÁS DÍJát (Szabolcs-Szatmár-Bereg megye Nagydíját).
- Sebestyén Rita az Isten hozott, szellő című előadás dramaturgiai munkájáért a kisvárdai XI. Határon Túli Magyar Színházak Fesztiválján DRAMATURG DÍJat nyer.
- Török-Illyés Orsolya a kisvárdai XI. Határon Túli Magyar Színházak Fesztiválján az Isten hozott, szellő című előadásban nyújtott alakításáért megkapja a LEGTEHETSÉGESEBB FŐISKOLÁS DÍJát.
- Váta Lóránd a kisvárdai XI. Határon Túli Magyar Színházak Fesztiválján a Kakukk Marci című előadásban nyújtott teljesítményéért ALAKÍTÁSI DÍJat kap.

### 2000
- Március 10-14. között a színház történetében egyedülálló eseményre kerül sor: a Határon Túli Színházi Estek elnevezésű programsorozat keretében a Tamási Áron Színház négy előadással vendégszerepel Budapesten: William Shakespeare: Szeget szeggel (r. Bocsárdi László); Ibsen: Peer Gynt (r. Barabás Olga); Don Juan, Molière színműve alapján (r. Barabás Olga); Turgenyev: Isten hozott, szellő (r. Bocsárdi László)
- A sepsiszentgyörgyi ATELIER Nemzetközi Alternatív Színházi Fesztiválon a Bocsárdi László által rendezett Vérnász című előadás elnyeri a FESZTIVÁL NAGYDÍJát. Az előadás Federico García Lorca műve alapján a Háromszék Táncegyüttessel közös produkcióként készült.
- A Pécsi Tudományegyetem meghívására a Bocsárdi László által rendezett Alkésztisz című előadás Pécsen vendégszerepel.
- A kisvárdai Határon Túli Magyar Színházak XII. Fesztiválján a BarabásOlga által rendezett Peer Gynt című előadás elnyeri KISVÁRDA VÁROS ÖNKORMÁNYZATÁNAK DÍJÁt.
- A kisvárdai Határon Túli Magyar Színházak XII. Fesztiválján Pálffy Tibor színművész elnyeri a LEGJOBB FÉRFIALAKÍTÁS DÍJát a Gomböntő szerepéért (Ibsen: Peer Gynt)
- A kisvárdai Határon Túli Magyar Színházak XII. Fesztiválján a F.G. Lorca színműve alapján készült Vérnász című előadás elnyeri a fesztivál KÖZÖNSÉGDÍJát.
- A Vérnász című előadás részt vesz a bukaresti Országos Színházi Fesztiválon.
- Az Isten hozott, szellő című előadás a Magyar Színházak Országos Fesztiválján, Miskolcon ELŐADÁSDÍJat nyer.
- A Vérnász című előadás részt vesz az ALTFEST Közép- és Kelet-Európai Alternatív Színházi Előadások Fesztiválján (Beszterce)
- Vendégjátékok a Vérnász című előadással: Gyergyószentmiklós (szeptember 16.); Kolozsvár (október 6.); Thália Színház, Budapest (szeptember 13.); Marosvásárhely (december 11.); Szatmárnémeti (december 12.); Temesvár (december 13.); Arad (december 14.); Csíkszereda (december 19.).
- A Peer Gynt című előadás brassói vendégjátéka (szeptember 25.).

### 2001
- A Vérnász című előadásról tévéfelvételeket készít a Magyar Televízió.
- A Vérnász című előadás részt vesz a Szebeni Nemzetközi Színházi Fesztiválon.
- A Vérnász című előadás Székelyudvarhelyen vendégszerepel (február 7.).
- Az ember, az állat és az erény című előadás csíkszeredai vendégjátéka (február 26., 27.).
- A Bocsárdi László által rendezett Az ember, az állat és az erény című előadás részt vesz az UNIVERSITAS – III. Országos Egyetemi és Főiskolai Színjátszó Fesztiválon (Debrecen, 2001. május)
- A Peer Gynt című előadás kolozsvári vendégjátékai (május 5., 6., 7.).
- A kisvárdai Határon Túli Magyar Színházak XIII. Fesztiválján (június 1-10.) a Bocsárdi László által rendezett Kasimir és Karoline című előadás elnyeri a FESZTIVÁL NAGYDÍJát (az Illyés Közalapítvány díja)
- Nemes Leventének, több évtizedes kiemelkedő színészi munkájáért ÉLETMŰ-DÍJat adományoz a Nemzeti Kulturális Örökség Minisztériuma.
- A sepsiszentgyörgyi ATELIER Nemzetközi Alternatív Színházi Fesztiválon (2001. június) Bocsárdi László elnyeri a LEGJOBB RENDEZÉS DÍJát.
- A sepsiszentgyörgyi ATELIER Nemzetközi Alternatív Színházi Fesztiválon Szakács László színművész elnyeri a LEGJOBB FÉRFIALAKÍTÁS DÍJát. (Szemes Franz szerepéért – Kasimir és Karoline)
- A sepsiszentgyörgyi ATELIER Nemzetközi Alternatív Színházi Fesztiválon Bartha József elnyeri A FESZTIVÁL LEGJOBB DISZLETÉÉRT JÁRÓ DÍJat.
- A sepsiszentgyörgyi ATELIER Nemzetközi Alternatív Színházi Fesztiválon Fazakas Misi színművész KÜLÖNDÍJat nyer (a Ló szerepéért – Kasimir és Karoline)
- A Nagy Kopeczky Kálmán által rendezett Vitéz László csodaládája című bábelőadás részt vesz a Kabóciádé Gyermekfesztiválon, Veszprémben (2001. június 24.)
- A Műtét című előadás vendégjátékai: Zágon (április 1.), Kézdivásárhely (április 10., május 22.), Brassó (április 23.), Barót (május 25.), Balánbánya (június 22.), Ozsdola (június 24.).
- A Határon Túli Magyar Anyanyelvű Bábszínházak II. Fesztiválján, Nyíregyházán (2001. szeptember 10-13.) a Tamási Áron Színház bábtagozatának Minden egér szereti a sajtot c. előadásáért Nagy Kopeczky Kálmán elnyeri a LEGJOBB RENDEZÉS DÍJát.
- A Nemzetiségi Színházak IV. Kollokviumán (Gyergyószentmiklós, 2001. szeptember 15.) a Kasimir és Karoline című előadás elnyeri a LEGJOBB ELŐADÁS DÍJát.
- A Nemzetiségi Színházak IV. Kollokviumán (Gyergyószentmiklós, 2001. szeptember 15.) a Kasimir és Karoline című előadás rendezéséért Bocsárdi László elnyeri a LEGJOBB RENDEZÉS DÍJát.
- A Nemzetiségi Színházak IV. Kollokviumán (Gyergyószentmiklós, 2001. szeptember 15.) az Alexanderplatz című előadásban nyújtott alakításáért Váta Lóránd színművész elnyeri a LEGJOBB ALAKÍTÁS DÍJát. Az előadás az ARTeast Alapítvány és az Ariel Színház koprodukciója, a rendező Barabás Olga.
- Magyar Stúdiószínházi Műhelyek XIII. Fesztiválján, Budapesten (2001. szeptember 22.) a Bocsárdi László által rendezett Kasimir és Karoline című előadás elnyeri LEGEREDMÉNYESEBB CSAPATMUNKÁÉRT JÁRÓ DÍJat.
- Nagyváradon, a Rövidszínházi Előadások Hetén (2001. szeptember 25.) a Bocsárdi László által rendezett Vérnász című előadás elnyeri a LEGJOBB ELŐADÁS DÍJát.
- A Vérnász című előadást Budapesten a Millenáris kulturális központban mutatja be a társulat (szeptember 26.)
- A Tamási Áron Színház bábtagozatának turnéja a Vitéz László csodaládája című előadással: Barót, Bibarcfalva (2001. október 22.), Bardóc, Vargyas (2001. október 24.), Bölön, Köpec (2001. október 26.), Nagybacon, Magyarhermány (2001. október 29.)
- A Kasimir és Karoline és a Vérnász című előadások részt vesznek a Ion Luca Caragiale Országos Színházi Fesztiválon, Bukarestben (2001. november), ahol a Vérnász meghívást kap az Ulm-i (Németország) Nemzetközi Színházi Fesztiválra.

### 2002
- Az Árkosi Árpád által rendezett Az ember tragédiája című előadás a Brassói Drámai Színházban vendégszerepel (január 7.)
- A Vérnász című előadást Budapesten a Bárka Színházban mutatja be a társulat (január 9., 10.).
- A Bocsárdi László által rendezett Ilja próféta című előadás vendégjátéka Budapesten, a Thália Színházban. A vendégjáték a Budapesti Önkormányzat „Vendégségben Budapesten – Határon Túli Magyar Színházi Esték” című rendezvénysorozatának záróelőadása. (május 10-11.)
- A Király Kinga Júlia Tejkút című darabjából készült bábelőadás részt vesz a Nemzetközi Bábos Találkozón (Békéscsaba, 2002. június), ahol a Bábos Világszövetség (UNIMA) KISDIPLOMÁval tünteti ki. Az előadás rendezője Nagy Kopeczky Kálmán.
- A sepsiszentgyörgyi X. ATELIER Nemzetközi Alternatív Színházi Fesztiválon (június 8-14.) a Bocsárdi László által rendezett Ilja próféta című előadás elnyeri a FESZTIVÁL NAGYDÍJát.
- A Pécsi Országos Színházi Találkozóra (június 11-12.) meghívott két határon túli előadás egyike (A Kassai Thália Színház Tartuffe-előadása mellett) az Ilja próféta.
- A Zsámbéki Szombatok Fesztivál XX., jubileumi évadának nyitóelőadása (június 22.) a Bocsárdi László által rendezett A csoda című előadás.
- Az Ilja próféta című előadás részt vesz a kisvárdai Határon Túli Magyar Színházak XIV. Fesztiválján (június 20-27.), ahol Szabolcs-Szatmár-Bereg Megye NAGYDÍJát nyeri el.
- A VÉRNÁSZ vendégjátéka a DONAUFEST-en, a dunamelléki országok fesztiválján (Ulm – Németország, július 10.). Az előadás a fesztiválon részt vevő három romániai előadás egyike volt.
- A Tamási Áron Színház meghívást kap a COMET – Cooperation Of Middle and East-European Theatres nevet viselő nemzetközi színházi szervezetbe (2002. szeptember).

A színház három előadása vesz részt a Nemzetiségi Színházak Fesztiválján (szeptember 10-15., Bukarest). Az ember tragédiája, a Filléres komédia és A csoda egyaránt nagy sikert arat a fesztiválon.
- A CSODA magyarországi turnéja (szeptember 16-27.). A társulat négy városban játssza az előadást: Nyíregyházán, Budapesten, Kaposváron és Pécsett. Az előadás Budapesten, a Magyar Stúdiószínházi Műhelyek XIV. Fesztiválján a FESZTIVÁL NAGYDÍJát nyeri el.
- A magyarországi Kritikusok Céhe díjátadó ünnepségén (október 7.) az Ilja próféta című előadás BUDAPEST FŐVÁROS ÖNKORMÁNYZATÁNAK KÜLÖNDÍJÁban részesül, mint a “Vendégségben Budapesten – Határon Túli Magyar Színházi Estek” rendezvénysorozat legkiemelkedőbb előadása.

### 2003
- Február 1-3. között a Tamási Áron Színház vendégévadot tart Kolozsváron három előadással: Tadeusz Slobodzianek: Ilja próféta; A csoda – játék Tamásival két részben az Énekes madár című színjáték alapján; William Shakespeare: Romeo és Júlia.
- A Romeo és Júlia vendégjátéka Marosvásárhelyen (február 4.).
- A csoda című előadás vendégjátéka Magyarországon, Szombathelyen (március 2.).
- A „Vendégségben Budapesten – Határon Túli Magyar Színházi Estek” című rendezvénysorozat tavaszi évadának nyitóelőadásai a Romeo és Júlia és A csoda (március 4-5.).
- Pálffy Tibor SOROS ÖSZTÖNDÍJban részesül (március 7.).
- A Nemzeti Kulturális Örökség Minisztériuma Bocsárdi Lászlót JÁSZAI MARI DÍJjal tünteti ki (március 14.).
- A csoda marosvásárhelyi vendégjátéka Marosvásárhelyen, a Színművészeti Egyetem Stúdiótermében (április 2-3.).
- A Romeo és Júlia vendégjátéka Szebenben, a Szebeni Nemzetközi Színházi Fesztiválon (május 31.). Az előadás meghívást kap a Klasszikus Színdarabok Fesztiváljára, Aradra.
- A Romeo és Júlia részt vesz a sepsiszentgyörgyi ATELIER Nemzetközi Színházi Fesztiválon (június 14.), és elnyeri a FESZTIVÁL LEGJOBB ELŐADÁSA DÍJat.
- A sepsiszentgyörgyi ATELIER Nemzetközi Színházi Fesztiválon Péter Hilda és Nagy Alfréd Romeo és Júlia -beli alakításaikért fiatal színészeknek járó DEBÜTDÍJat vesznek át.
- A Határon Túli Magyar Színházak XV. Fesztiválján a színház két előadása vesz részt: Barabás Olga Partok, szirtek, hullámok című előadása és A csoda (június 24-26.).
- A Partok, szirtek, hullámok című előadás a Határon Túli Magyar Színházak XV. Fesztiválján elnyeri a FESZTIVÁL NAGYDÍJát.
- Pálffy Tibor és Váta Lóránd a Határon Túli Magyar Színházak XV. Fesztiválján elnyerik KISVÁRDA VÁROS DÍJát A csoda és a Partok, szirtek, hullámok-beli alakításaikért.
- A Gyulai Várszínház 2003-as évadának utolsó előadása William Shakespeare Titus Andronicus című tragédiája. Az előadásban neves magyarországi színészek mellett a társulat tizenegy színésze is játszik (július 24–augusztus 10.). Az augusztusi bemutatót követően az előadás meghívást kap Budapestre, tervek születnek a Titus Andronicus Nemzeti Színházbeli felújításáról is. Az előadás rendezője Bocsárdi László.
- Pálffy Tibor a Gyulai Várszínház ŐZE LAJOS DÍJában részesül (2003 szeptember) a Titus Andronicus-beli alakításáért.
- A csoda részt vesz Gyergyószentmiklóson a Nemzetiségi Színházak II. Kolokviumán (szeptember 6.) és elnyeri a FESZTIVÁL NAGYDÍJát.
- A Romeo és Júlia vendégjátéka a IV. Nemzetközi Shakespeare Fesztiválon, Craiován (október 2.).
- Az Antigoné részt vesz a budapesti Bárka Színházban a Magyar Stúdiószínházi Műhelyek XV. Fesztiválján (október 6.), és elnyeri a FESZTIVÁL NAGYDÍJát.
- Az Antigoné vendégjátéka a Pécsi Nemzeti Színházban (október 7.).
- A Romeo és Júlia vendégjátéka a Klasszikus Színdarabok Fesztiválján, Aradon (október 12.).
- Októberben A csoda vendégjátékai Csíkszeredában. Az előadás a Csíki Játékszín 2003/2004-es évadának bérletes előadása.
- A Romeo és Júlia részt vesz az elmúlt évad legjobb előadásainak seregszemléjén, a I. L. Caragiale Országos Színházi Fesztiválon (november 2.). A bukaresti Bulandra Színház Izvor termében több mint száz külföldi színházkritikus látja az előadást, a Színházkritikusok Nemzetközi Szövetsége XX. Közgyűlésének résztvevői.
- Az Ausztriai Magyar Szervezetek Központi Szövetsége vendégeként a színház Bécsben, a Rabenhof Theater-ben mutatja be A csoda című előadást (november 20.).
- A csoda című előadás Székelyudvarhelyen vendégszerepel a Tomcsa Sándor Színházban (november 10., 11.).
- Az Antigoné című előadás vendégjátéka Budapesten, a Nemzeti Színházban (december 3-4.).
- Bocsárdi László megkapja Bukarestben a Román Művelődési Minisztérium ORSZÁGOS RENDEZŐI DÍJát (december 1.).
- Péter Hilda megkapja Bukarestben a Román Művelődési Minisztérium LEGJOBB FIATAL SZÍNÉSZNEK JÁRÓ DEBÜT-DÍJát (december 1.).
- Könczei Árpád színházi zenéiért megkapja Bukarestben a Román Művelődési Minisztérium ZENESZERZŐI DÍJát (december 1.).

### 2004
- Február 3-án és 4-én a bukaresti Odeon Színházban nagy sikerrel vendégszerepel az Antigoné c. előadás.
- A Nemzeti Kulturális Örökség Minisztériuma Pálffy Tibort JÁSZAI MARI-DÍJjal tünteti ki (március 15.).
- Április 1-jén és 2-án a Marosvásárhelyi Nemzeti Színház Kistermében nagy sikerrel vendégszerepel a Bocsárdi László által rendezett Antigoné című előadás.
- A Kolozsvári Magyar Színházban bérletcserével vendégszerepelnek A szarvaskirály és a Nők iskolája című előadásaink (április 16.). Mindkét előadást Kövesdy István rendezte.
- A Temesvári Interetnikus Fesztiválra a Tamási Áron Színház két előadását hívta meg a válogató bizottság: május 16-án a Nők iskolája című előadást mutatta be a társulat nagy közönségsikerrel, 17-én pedig Váta Lóránd Micsinyál maga rossz? című sanzonestjét láthatta a temesvári közönség.
- Május 27-én a lengyelországi, Torun városában megrendezett KONTAKT Fesztiválon vesz részt a társulat az Antigoné című előadással.
- Kisvárdán, a Határon Túli Magyar Színházak XVI. Fesztiváján az Antigoné (június 20.) és a Nők iskolája (június 22.) című előadásokkal vesz részt a színház.
- Augusztus 6-án és 7-én a Gdanski Nemzetközi Shakespeare Fesztiválon (Lengyelország) két alkalommal mutatta be a színház társulata a Romeo és Júlia című előadást.
- Augusztus 20-án és 21-én a Szentendrei Teátrumban vendégszerepel a társulat az Antigoné című előadással.
- A gyergyószentmiklósi Figura Stúdió Színház fennállásának 20. évfordulója alkalmából rendezett ünnepségen a Tamási Áron Színház társulata Gyergyószentmiklóson vendégszerepel a Romeo és Júlia című előadással (szeptember 3.).
- A Bocsárdi László által rendezett Jóembert keresünk! című előadással Csíkszeredában vendégszerepel a társulat (október 5.).
- A Jóembert keresünk! című előadással részt vesz a társulat az Aradi Klasszikus Színházi Fesztiválon (október 16.).
- A Jóembert keresünk! című előadást a Brassói Drámai Színházban játssza a társulat (október 25.).
- Október 30-án az ország legrangosabb színházi seregszemléjén, a bukaresti I. L. Caragiale Országos Színházi Találkozón vesz részt a Tamási Áron Színház társulata a Jóembert keresünk! című előadással.

### 2005
- A Román Színházi Szövetség (UNITER) nyilvánosságra hozza a 2004-es év színházi díjaira szóló jelöléseit (február 28.). A Tamási Áron Színház Románia legrangosabb színházi díjára 5 KATEGÓRIÁBAN KAPOTT JELÖLÉST:
  - Péter Hida a LEGJOBB NŐI FŐSZEREPLŐ díjára (Sen Te/Sui Ta szerepéért Bertolt Brecht Jóembert keresünk! című darabjában)
  - Kicsid Gizella a LEGJOBB NŐI MELLÉKSZERPLŐ díjára (Wang szerepéért Bertolt Brecht Jóembert keresünk! című darabjában)
  - Mátray László a LEGJOBB FÉRFI MELLÉKSZEREPLŐ díjára (Cassio Mihály szerepéért Shakespeare Othello, a velencei mór című darabjában)
  - Bocsárdi László a LEGJOBB RENDEZÉS DÍJÁRA (William Shakespeare Othello, a velencei mór című darabjának rendezéséért)
  - William Shakespeare: Othello, a velencei mór című tragédiáját a LEGJOBB ELŐADÁS díjára jelölte az Alice Georgescu, Mihaela Michailov és Sebastian Vlad Popa színikritikusok alkotta jelölő-zsűri
- A Nemzeti Kulturális Örökség Minisztériuma Égtájak irodájának és Budapest Főváros Önkormányzatának „Vendégségben Budapesten” című programsorozata keretében a Tamási Áron Színház három előadással (Othello, Nők iskolája, Micsinyál maga rossz?) vendégszerepel Budapesten, a Thália Színházban (március 16-18.).
- A Magyar Rádió és a Veszprémi Petőfi Színház által József Attila születésének 100. évfordulója alkalmából szervezett Versünnepen Váta Lóránd a LEGJOBB HATÁRON TÚLI ELŐADÓ DÍJát nyerte el (április 11.).
- A Médeia című előadás részt vesz Gyergyószentmiklóson a Nemzetiségi Színházak Kollokviumán ahol elnyeri A KOLLOKVIUM LEGJOBB ELŐADÁSÁNAK DÍJÁt (május 28.).
- Gyergyószentmiklóson a Nemzetiségi Színházak Kollokviumán a Médeia című előadás címszerepéért Bicskei Zsuzsanna elnyeri A FESZTIVÁL LEGJOBB NŐI FŐSZEREPLŐJÉNEK DÍJát (május 28.).
- Az Othello, a velencei mór című előadás részt vesz a Szebeni Nemzetközi Színházi Fesztiválon (május 31.).
- A kisvárdai Határon Túli Magyar Színházak XVII. Találkozóján William Shakespeare Othello, a velencei mór című tragédiájával vesz részt a társulat (június 7.).
- A Tamási Áron Színház két előadással vesz részt az V. Pécsi Országos Színházi Találkozón (POSZT). Június 16-án Euripidész Médeiáját, 17-én pedig Brecht Jóembert keresünk! című példázatát mutatják be a magyar színjátszás legrangosabb seregszemléjén.
- Az V. Pécsi Országos Színházi Találkozón (POSZT) Bicskei Zsuzsanna PÉCS VÁROS ÖNKORMÁNYZATÁNAK KULTURÁLIS ÉS KÜLÜGYI BIZOTTSÁGÁNAK KÜLÖNDÍJát nyeri el a határon túli magyar színházművészet hírnevének elmélyítéséért, kiemelkedő teljesítményéért.
- Az V. Pécsi Országos Színházi Találkozón (POSZT) a Médeia jelmeztervezője, Iuliana Vîlsan a LEGJOBB JELMEZTERVEZŐ DÍJÁban részesül.
- Az Othello, a velencei mór című előadást bemutatják a Gyulai Várszínház által rendezett Shakespeare-fesztiválon (július 12.).
- Az Othello, a velencei mór című előadás az Aradi Klasszikus Színházi Fesztiválon vendégszerepel (október 15.).
- A 2005-ös kritikusdíjak és az éves kritikusszavazás után a szavazáson részt vevő huszonkét kritikus voksai alapján a Tamási Áron Színház NEGYEDIK HELYen áll a magyar színházak között. A mintegy hatvan formációra adott több mint hatszáz szavazat alapján csak négy színház előzi meg: a budapesti Katona József Színház, a budapesti Nemzeti Színház és a Kecskeméti Katona József Színház.
- A magyar színházművészet szolgálatáért BOTKA LÁSZLÓ színművész a Magyar Játékszíni Társaság HŰSÉG-DÍJát veszi át (december 31.).

### 2006
- Marosvásárhelyen a III. Interetnikai Színházi Fesztiválon színházunk a Godot-ra várva című előadással vendégszerepel a Tamási Áron Színház (március 13.).
- Kiemelkedő művészi tevékenységéért Szabó Tibor színművész a Nemzeti Kulturális Örökség Minisztériumának JÁSZAI MARI-DÍJát veszi át (március 14.).
- A Román Színházi Szövetség (UNITER) a színház Godot-ra várva c. előadását a 2005-ös év legjobb előadás díjára JELÖLI, Péter Hildát pedig Lucky szerepéért a 2005-ös év legjobb női mellékszereplőjének díjára.
- Péter Hilda a Godot-ra várva című előadásban Lucky szerepének megformálásáért megkapja a Román Színházi Szövetség (UNITER) a 2005-OS ÉV LEGJOBB NŐI MELLÉKSZEREPLŐJE DÍJát (április 3.).
- A Szép magyar komédia című előadás Brassóban vendégszerepel (április 10.).
- A csárdáskirálynő című előadás Csíkszeredában vendégszerepel (április 21. és 22.).
- A Harag György Emléknapok keretében a Godot-ra várva című előadás Kolozsváron vendégszerepel (május 6.).
- A csárdáskirálynő vendégjátéka Brassóban (május 9.).
- A Tamási Áron Színház a Godot-ra várva c. előadása részt vesz a XIII. Szebeni Nemzetközi Színházi Fesztiválon (május 27.).
- Június 2-án, 3-án és 4-én a színház három előadással (A csárdáskirálynő, Szép magyar komédia, Boldog nyárfalevél) Marosvásárhelyen vendégszerepel.
- A Godot-ra várva Szatmárnémetiben (június 17.) és Nagybányán (június 18.) vendégszerepel az Atelier Nemzetközi Színházi Fesztiválon.
- A színház öt előadással vendégszerepel a Határon Túli Magyar Színházak Fesztiválján, Kisvárdán: Szabó Tibor zenés estje (június 28.), Godot-ra várva (június 29.), Boldog nyárfalevél (június 30.), Asszonytánc – Bicskei Zsuzsanna táncestje (június 30.) és A csárdáskirálynő (július 1.) című előadásokkal.
- A Godot-ra várva című előadása az Oktatási és Kulturális Minisztérium LEGJOBB ELŐADÁSÉRT JÁRÓ DÍJát kapja Kisvárdán, a Határon Túli Magyar Színházak XVIII. Fesztiválján (július 1.).
- Elkezdődnek Budapesten William Shakespeare Lear király című tragédiájának próbái közösen a Nemzeti Színház társulatával (augusztus 20.).
- Péter Hilda megkapja a 2006-os év legjobb női mellékszereplőjének járó SZÍNIKRITIKUSOK DÍJÁT a Godot-ra várva című előadásban nyújtott Lucky alakításáért (szeptember 28.).
- A Godot-ra várva Resicán vendégszerepel, a Colocviul Național de Regie elnevezésű fesztiválon (október 2.).
- Bartók Béla születésének 125. évfordulója tiszteletére a Magyar Művészetért Alapítvány Kuratóriuma és a Herendi Porcelánmanufaktúra Rt. BARTÓK BÉLA-EMLÉKDÍJat adományoz a színháznak (október 4.).
- A Godot-ra várva Bukarestben vendégszerepel, a Festivalul Național de Teatru nevű rangos színházi fesztiválon (november 5., 6.).
- Kálmán-Békeffi-Kellér A csárdáskirálynő című operettjének előadását rögzíti a Duna Televízió (december 30.) és másnap, szilveszter estéjén, Románia európai uniós csatlakozása alkalmából sugárzott ünnepi műsora keretében részleteket mutat be belőle.

### 2007
- A MASZK Országos Színészegyesület 35 év alatti színészek részére meghirdetett Nádasdy Kálmán Versmondó- és Sanzonversenyének sanzonkategóriájában VÁTA LORÁND színművész ELSŐ HELYEZÉSt ér el (január 29.).
- NEMES LEVENTE színművész a Budapesti Székely Kör SZENTGYÖRGYI ISTVÁN-DÍJát veszi át (február 10.).
- A magyar színházművészet szolgálatáért LÁSZLÓ KÁROLY színművész a Magyar Játékszíni Társaság HŰSÉG-DÍJát veszi át (február 21.).
- Március 10-én és 11-én Pozsgai – Pinczés – Apostolache: Diploma után című rock-musicaljét Csíkszeredában játssza a társulat.
- Kiemelkedő művészi tevékenységéért NEMES LEVENTE színművész a Nemzeti Kulturális Örökség Minisztériumának JÁSZAI MARI-DÍJát veszi át (március 15.).
- A Tamási Áron Színház március 31. és április 5. között öt előadással vendégszerepel Egerben és Budapesten: Boldog nyárfalevél (Egri Gárdonyi Géza Színház, március 31.); Boldog nyárfalevél (Budapesti Thália Színház, április 2.); Apokrif ¬– Bicskei Zsuzsanna táncestje (Budapesti Thália Színház, április 2.); Godot-ra várva (Budapesti Thália Színház, április 3.); A nyugati világ bajnoka (Budapesti Thália Színház, április 4.); Lear király (Budapesti Thália Színház, április 5.).
- Gyergyószentmiklóson a Romániai Kisebbségi Színházak Kollokviumán három előadást játszik a Tamási Áron Színház: május 11-én A pincér dalai és a Boldog nyárfalevél című előadásokat, 12-én pedig a Diploma után című rockmusicalt.
- Gyergyószentmiklóson a Romániai Kisebbségi Színházak Kollokviumán a KRÓNIKA ORSZÁGOS NAPILAP DÍJát nyeri el a színház Boldog nyárfalevél című előadása (május 12.).
- Bicskei Zsuzsanna Asszonytánc című egyéni előadóestjével Székelyudvarhelyen vendégszerepel A tánc tavasza című Mozgás- és Táncszínházi Fesztiválon (május 23.).
- Tamási Áron Boldog nyárfalevél című darabját Kézdivásárhelyen játssza a társulat, a felújított Művelődési Ház megnyitása alkalmából (május 24.).
- A nyugati világ bajnoka című előadással a Szebeni Nemzetközi Színházi Fesztiválon vesz részt a társulat (május 29.).
- Június 7-én és 8-án a Godot-ra várva című előadással Székelyudvarhelyen vendégszerepelt a Tamási Áron Színház társulata.
- Kisvárdán, a Határon Túli Magyar Színházak XIX. Fesztiválján A nyugati világ bajnoka című előadás elnyeri az Oktatási és Kulturális Minisztérium által odaítélt FŐDÍJat.
- Kisvárdán, a Határon Túli Magyar Színházak XIX. Fesztiválján A nyugati világ bajnoka című előadásban nyújtott átütő erejű játékáért Pálffy Tibor színművész elnyeri a Kisvárdai Várszínház és Művészetek Háza ALAKÍTÁSDÍJát.
- Kisvárdán, a Határon Túli Magyar Színházak XIX. Fesztiválján Bartha József elnyeri Dr. Oláh Albert, KISVÁRDA VÁROS POLGÁRMESTERÉNEK DÍJát A nyugati világ bajnoka című előadásnak a fesztivál mezőnyéből kiemelkedő díszletéért.
- Augusztus elején Bicskei Zsuzsanna Japánban, a tokiói Setagaya színházban mutatta be Asszonytánc című egyéni táncelőadását.
- A nyugati világ bajnoka Brüsszelben (Belgium) vendégszerepel (október 17.).
- A Lear király című előadás Bukarestben vendégszerepel az Országos Színházi Fesztiválon (november 5.).
- A Magyar Művészetért alapítvány kuratóriuma és Várad római katolikus püspökségének szervezésében a Magyar Művészetért 21. díjátadó ünnepségének keretében Visky Árpád POSZTUMUSZ DÍJat kapott (november 25.).
- A George és Lennie című előadás a brassói Drámai Színházban vendégszerepel (november 27.).
- Szabó Tibor A pincér dalai című előadása Kézdivásárhelyen vendégszerepel (november 28.).
- Szabó Tibor A pincér dalai című előadása Aradon vendégszerepel (november 30.).
- Ruszuly Éva Júlia című egyéni előadásával részt vesz a 74 Színház által szervezett monodráma-fesztiválon, Marosvásárhelyen (december 5.).
- Váta Lóránd Micsinyál maga rossz? című egyéni előadásával részt vesz a 74 Színház által szervezett monodráma-fesztiválon, Marosvásárhelyen (december 8.).

### 2008
- A Tamási Áron Színház társulata a Marosvásárhelyi Nemzeti Színházban vendégszerepel három előadással. Január 26-án Ruszuly Éva Júlia című egyéni előadását és Váta Lóránd Micsinyál maga rossz? című sanzonműsorát, 27-én pedig a Bocsárdi László által rendezett A nyugati világ bajnoka című előadást mutatják be a marosvásárhelyi közönségnek.
- Budapesten, a Katona József Színházban vendégszerepel a színház társulata John Millington Synge: A nyugati világ bajnoka című darabjával (február 1. és 2.).
- A Román Színházi Szövetség (UNITER) a 2007-es év legjobb rendezőjének díjára JELÖLI Bocsárdi Lászlót a Ploiești-i Toma Caragiu Színházban színre vitt Don Juan című előadásért (február 19.).
- Bicskei Zsuzsanna ASSZONYTÁNC című egyéni táncelőadása az Egeri Nemzetközi Monodráma Fesztivál nyitóelőadása (március 27.).
- Váta Lóránd Bákóban, a One Man Show – Gala Star elnevezésű nemzetközi színházi fesztiválon lép fel MICSINYÁL MAGA ROSSZ? című sanzonműsorával (április 3.).
- Brassóban, a IV. Interetnikai Színházi Fesztiválon vendégszerepel a színház két előadása, a JÚLIA és a GEORGE ÉS LENNIE című előadások (május 12.).
- A Vendégségben Budapesten – Határon Túli Magyar Színházi Estek program keretében három előadással vendégszerepel Budapesten a Tamási Áron Színház. Május 25-én a JÚLIA (Thália Színház), 26-án és 28-án az YVONNE, BURGUNDI HERCEGNŐ (Nemzeti Színház), 27-én pedig a GEORGE ÉS LENNIE (Thália Színház) kerül bemutatásra.
- Május 30-án, a marosvásárhelyi Színházművészeti Egyetem tanévzáró ünnepségén Molnár Gizella és László Károly színművészeket ARANY DIPLOMÁVAL tüntetik ki.
- Az YVONNE, BURGUNDI HERCEGNŐ című előadást (a versenyprogram részeként) a VIII. Pécsi Országos Színházi Találkozón játssza a társulat (június 5., 6.).
- Pálffy Tibor elnyerte a VIII. POSZT legjobb férfi epizódszereplő díját. (június 14.).
- Kisvárdán a Határon Túli Magyar Színházak XX. Találkozóján vendégszerepel a Tamási Áron Színház társulata a George és Lennie (június 24-én) valamint az Yvonne, burgundi hercegnő (június 26-án) című előadásokkal.
- A Kisvárdai Határon Túli Magyar Színházak XX. Találkozóján az expresszív, egyéni színházi világlátáson alapuló kiváló előadásért a Tamási Áron Színház YVONNE, BURGUNDI HERCEGNŐ című produkciója elnyerte az OKTATÁSI ÉS KULTURÁLIS MINISZTÉRIUM DÍJát (június 28.).
- A Kisvárdai Határon Túli Magyar Színházak XX. Találkozóján a Tamási Áron Színház Yvonne, burgundi hercegnő című előadásában nyújtott alakításáért NEMES LEVENTE színművész elnyerte a DUNA TELEVÍZIÓ KÜLÖNDÍJÁt, mely egy róla szóló portréfilm elkészítésében áll a televízió "Kézjegy" című műsora számára (június 28.).
- A Kisvárdai Határon Túli Magyar Színházak XX. Találkozóján PÁLFFY TIBOR színművész EGYÉNI ALAKÍTÁSDÍJat nyert a színház Yvonne, burgundi hercegnő című előadásában nyújtott Kamarás-alakításáért.
- A Kisvárdai Határon Túli Magyar Színházak XX. Találkozóján MÁTRAI LÁSZLÓ színművész EGYÉNI ALAKÍTÁSDÍJat nyert a színház Yvonne, burgundi hercegnő című előadásában nyújtott Fülöp herceg-alakításáért.
- A Kisvárdai Határon Túli Magyar Színházak XX. Találkozóján KICSID GIZELLA színművésznő EGYÉNI ALAKÍTÁSDÍJat nyert a színház Yvonne, burgundi hercegnő című előadásában nyújtott Yvonne-alakításáért.

### 2009
■ Az 59. Berlini Nemzetközi Filmfesztiválon EZÜST MEDVE DÍJat nyer Peter Strickland Varga Katalin című filmje (február 14). A filmben Tamási Áron Színház két színésze is játszik: Pálffy Tibor és Mátray László. 2006-ban, amikor a film készült, Péter Hilda (a film címszereplője) is tagja volt a színház társulatának.
■ Az Yvonne, burgundi hercegnő című előadást öt kategóriában jelölték a 2008-as év UNITER-DÍJára (március 10): LEGJOBB ELŐADÁS DÍJA (Witold Gombrowicz: Yvonne, burgundi hercegnő), LEGJOBB RENDEZŐ DÍJA (Bocsárdi László), LEGJOBB DÍSZLETTERVEZŐ DÍJA (Bartha József), LEGJOBB FÉRFI FŐSZEREPLŐ DÍJA (Mátray László a Fülöp herceg szerepéért), LEGJOBB FÉRFI MELLÉKSZEREPLŐ DÍJA (Pálffy Tibor a Kamarás szerepéért). A jelölő zsűri tagjai Magdalena Boiangiu, Victor Scoradeţ és Ionuţ Sociu színikritikusok voltak.
■ Nemes Levente színművész átveszi Budapesten a teljes magyar színésztársadalom által második alkalommal odaítélt KASZÁS ATTILA-DÍJat (március 10).
■ Kiemelkedő színművészeti tevékenységért Váta Loránd színművész átveszi Budapesten a JÁSZAI MARI-DÍJAT (március 14).
■ A csoda c. előadás MEGHÍVÁST NYER a Pécsi Országos Színházi Fesztiválra (június 10).
■ A csoda c. előadás a Magyar Színházak XXI. Kisvárdai Fesztiválján vendégszerepel és elnyeri a következő díjakat (június 25):
- az OKTATÁSI ÉS KULTURÁLIS MINISZTÉRIUM FŐDÍJA
- Pálffy Tibor – Kisvárdai Várszínház és Művészetek Háza által felajánlott LEGJOBB FÉRFI EPIZÓDSZEREPLŐ DÍJA
- Váta Loránd – Kisvárdai Várszínház és Művészetek Háza által felajánlott LEGJOBB FÉRFI EPIZÓDSZEREPLŐ DÍJA
- Nemes Levente – Kurkó Árpád vállalkozó által felajánlott KÜLÖNDÍJ 
- Nagy Alfréd – A "Fiatalok Kisvárdáért" szervezet "ŐSTEHETSÉG" DÍJA
■ Nemes Levente színművésznek ERDŐS IRMA EMLÉKGYŰRŰT adományoznak. A kitűntetést a Marosvásárhelyi Nemzeti Színház Nagytermében adja át Erdős Irma özvegye, a Svédországban élő Dr. Bartha István mérnök (szeptember 11).
■ A romániai magyar színjátszás megújításáért végzett tevékenysége elismeréseként Sólyom László köztársasági elnök A MAGYAR KÖZTÁRSASÁGI ÉRDEMREND LOVAGKERESZTJÉVEL tünteti ki Bocsárdi László rendezőt. (október 9).

### 2010
■ Felejthetetlen alakításaiért és máig tartó színésznevelő tevékenységéért Molnár Gizella színművésznő átveszi a sepsiszentgyörgyi városi tanács által odaítélt PRO URBE-DÍJat (április 25).
■ A 2009-es évben nyújtott kiemelkedő művészi teljesítményéért és a társulaton belül végzett közösségépítő szerepéért Mátray László színművész átveszi a KASZÁS ATTILA-DÍJat (május 9).
■ A határon túli Magyar Színházak XXII. Kisvárdai Fesztiválján a zsűri döntése alapján A mizantróp című előadás elnyerte a Nemzeti Erőforrás Minisztérium által felajánlott FŐDÍJat, Pálffy Tibor színművész az előadásban játszott Alceste szerepéért elnyerte a LEGJOBB FÉRFI FŐSZEREPLŐ DÍJát, Kicsid Gizella színművésznő pedig ugyancsak A mizantrópban alakított Célimène szerepéért elnyerte a LEGJOBB NŐI FŐSZEREPLŐ DÍJát. (június 26).
■ A lengyelországi Radom-ban tartott IX. Nemzetközi Gombrowicz Fesztiválon Kicsid Gizella és Pálffy Tibor színművészek ALAKÍTÁSDÍJakat nyertek az Yvonne, burgundi hercegnő című előadásban játszott szerepeikért (október 21).
■ A 2010 november 8–15 között Aradon megszervezett V. Interetnikai Színházi Fesztiválon A mizantróp című előadás a következő díjakat nyerte el:
- a LEGJOBB RENDEZŐ DÍJA Bocsárdi László rendezőnek,
- a LEGJOBB NŐI FŐSZEREPLŐ DÍJA Kicsid Gizella színésznőnek,
- a LEGJOBB NŐI MELLÉKSZEREPLŐ DÍJA D. Albu Annamária színésznőnek,
- a Bukaresti Magyar Rádió KÜLÖNDÍJA A mizantróp című előadásnak,
- a hamlet.ro internetes színházi portál KÜLÖNDÍJA Kicsid Gizella színésznőnek.